# Teilhardina
La teilhardina (gen. Teilhardina) è un primate estinto, appartenente ai tarsiformi. Visse nell'Eocene inferiore e medio (circa 56 - 50 milioni di anni fa) e i suoi resti fossili sono stati ritrovati in Europa, Asia e Nordamerica.

## Descrizione
Questo animale doveva essere piuttosto simile a un tarsio attuale, anche se gli occhi dovevano essere più piccoli. Le dimensioni erano molto inferiori, e si suppone che Teilhardina pesasse circa 100 grammi. L'aspetto di questo animale può essere solo ipotizzato, in quanto i resti più completi includono un cranio parziale (Ni et al., 2004). I fossili noti di Teilhardina mostrano che la sua dentatura era piuttosto primitiva, ed era simile a quella di altri primati arcaici (gli adapidi) nel conservare ancora quattro premolari.

## Classificazione
I primi fossili di Teilhardina vennero descritti nel 1927 da Pierre Teilhard de Chardin, che studiò l'esemplare proveniente dall'Eocene inferiore del Belgio e lo attribuì a una nuova specie del genere Omomys (O. belgicus). Fu poi George Gaylord Simpson nel 1940, grazie a una revisione dei primati paleogenici, a istituire il genere Teilhardina, riconoscendo le peculiarità e le caratteristiche primitive della forma belga. 

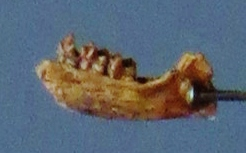
Mandibola di Teilhardina belgica

Al genere Teilhardina, in seguito, sono state attribuite altre specie, quasi tutte note grazie a frammenti isolati di mascelle e denti. Le nordamericane T. americana, T. crassidens, T. tenuicola, T. demissa (tutte provenienti dal Wyoming) e T. magnoliana (del Mississippi) e la cinese T. asiatica. Quest'ultima è nota grazie a un cranio parziale datato a circa 55 milioni di anni fa e rappresenta il più antico resto cranico di euprimate. Secondo lo studio, solo questa forma e la specie tipo (T. belgica) sarebbero da ascrivere al genere Teilhardina, in quanto le altre specie rappresenterebbero altri generi di primati (Ni et al., 2004). La specie americana T. magnoliana, in ogni caso, è il più antico euprimate americano (Beard, 2008).
Un'altra specie di Teilhardina proveniente dal Wyoming è T. brandti, conosciuta per resti frammentari comprendenti però anche resti di unghie. Questi fossili, i più antichi resti di unghie di primati (precedentemente forniti di artigli), confermano l'idea che le unghie si svilupparono in animali di piccola taglia, e non si evolvettero con un incremento della taglia corporea dei primati (Rose et al., 2011).
Teilhardina è considerato il più antico rappresentante degli omomidi (Omomyidae), un gruppo di primati aplorrini dai quali probabilmente si originarono gli attuali tarsi. Tra i più stretti parenti di Teilhardina si ricordano Tetonius e Anaptomorphus.

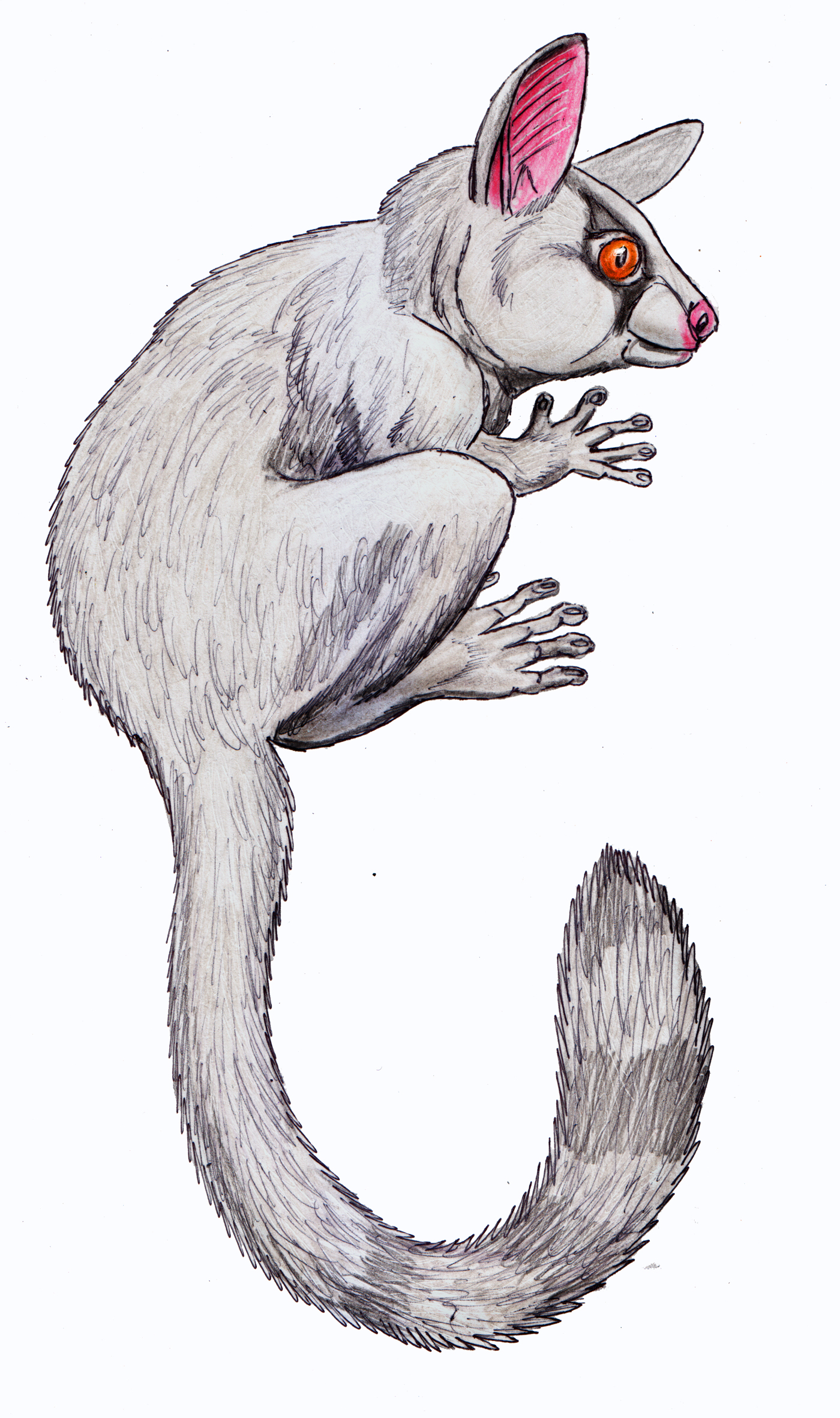
Ricostruzione ipotetica di Teilhardina